# Ficodindia dell'Etna
Il Ficodindia dell'Etna (DOP) è un prodotto ortofrutticolo italiano a Denominazione di origine protetta. Esso è il frutto del ficodindia dell'Etna ed è quindi originario delle zone a terreno lavico.

## Caratteristiche
La pianta appartiene alla famiglia delle Cactacee, della specie Opuntia ficus-indica. La pianta venne importata dalle Americhe nord-occidentali (credute originariamente le Indie, da cui il nome) sul finire del XVI secolo. Ha la caratteristica di resistere ai climi aridi e secchi e cresce in zone impervie con terreni medi e grossolani di natura lavica. La pianta del ficodindia non presenta tronco ma solo foglie, che si inerpicano dalle radici formando le cosiddette pale alle cui estremità superiori si formano i frutti.
La sua riproduzione avviene attraverso i rami che vengono interrati per i due terzi nel terreno.
La pianta predilige i terreni di tipo medio e molto grossolani che non hanno bisogno di particolare manutenzione e concimazione, è poi resistente al clima arido e secco anche in zone molto impervie.
Nella sua coltivazione non vengono utilizzati antiparassitari e/o anticrittogamici poiché la pianta assume delle difese proprie contro i parassiti, non necessita poi di trattamenti particolari assumendo la produzione biologica.
- Cultivar: sono presenti molte tipologie: nostrale dal colore giallo-arancio; sanguigna dal colore rosso fuoco; muscaredda e sciannina dal colore bianco. Altre varietà sono state evidenziate e catalogate.
- Frutti: i frutti hanno la buccia di un colore giallo-arancio con una polpa ricca di semi piccoli e legnosi.

## Zona di produzione
La zona di produzione è principalmente la provincia di Catania, nelle zone dei paesi etnei alle falde del vulcano, quindi le zone di Adrano, Biancavilla, Belpasso, Paternò, Motta Sant'Anastasia, Santa Maria di Licodia. La produzione dei frutti avviene secondo tecniche secolari applicate alla pianta. La prima fioritura avviene tra maggio e giugno con formazione dei frutti verdi. Per ottenere un prodotto di maggiore qualità si applica la tecnica detta di scozzolatura, che porta ad eliminare i frutti fioriti per ottenere dei frutti più grossi e buoni. La seconda fioritura avviene tra settembre e dicembre e dà luogo a frutti denominati in dialetto fioroni, che garantiscono la produzione.

## Tecnica di produzione
I ficodindia vengono poi raccolti, immagazzinati e impaccati secondo una tecnica detta "senza spine" che caratterizza la commercializzazione. Il ficodindia dell'Etna deve avere delle caratteristiche tipologiche, di cultivar, di colore, forma e qualità che ne denotano il prodotto e che lo acquisiscano alla tutela DOP.

## Caratteristiche chimiche e alimentari
Cento grammi di polpa edibile contengono secondo l'Istituto Nazionale di Ricerca per gli Alimenti e la Nutrizione:
| Tipo                  | Tutela                                                      | File                                                  |
| --------------------- | ----------------------------------------------------------- | ----------------------------------------------------- |
| Tracciabilità         | Documento Archiviato il 31 agosto 2012 in Internet Archive. | PDF Archiviato il 31 agosto 2012 in Internet Archive. |
| Produzione            | Tipologia                                                   | link                                                  |
| Vigilanza e controlli | Documento                                                   | PDF                                                   |
| HACCP                 |                                                             |                                                       |

## Uso del ficodindia come alimento
Il ficodindia dell'Etna è assai usato nel mondo culinario: come frutto, viene sbucciato prima nelle parti laterali e poi longitudinalmente, esponendo delicatamente la polpa: può essere servito fresco o freddo, ma anche aggiunto ad una macedonia di frutta.
I Mastazzoli sono invece un dolce fatto con la polpa matura, cotta per ore al fine di ottenere un impasto caramellato, che viene poi riposto in piatti porcellanati e fatto essiccare al sole: viene servito con spolveratura di noci tritate e zucchero a velo. È possibile ottenere tisane depurative e calmanti bollendo per alcune ore i fiori raccolti tra maggio e giugno. È infine possibile produrre un rosolio di ficodindia, che viene dalla distillazione della polpa con essenze e profumi della terra di Sicilia.